# Танк-паровоз

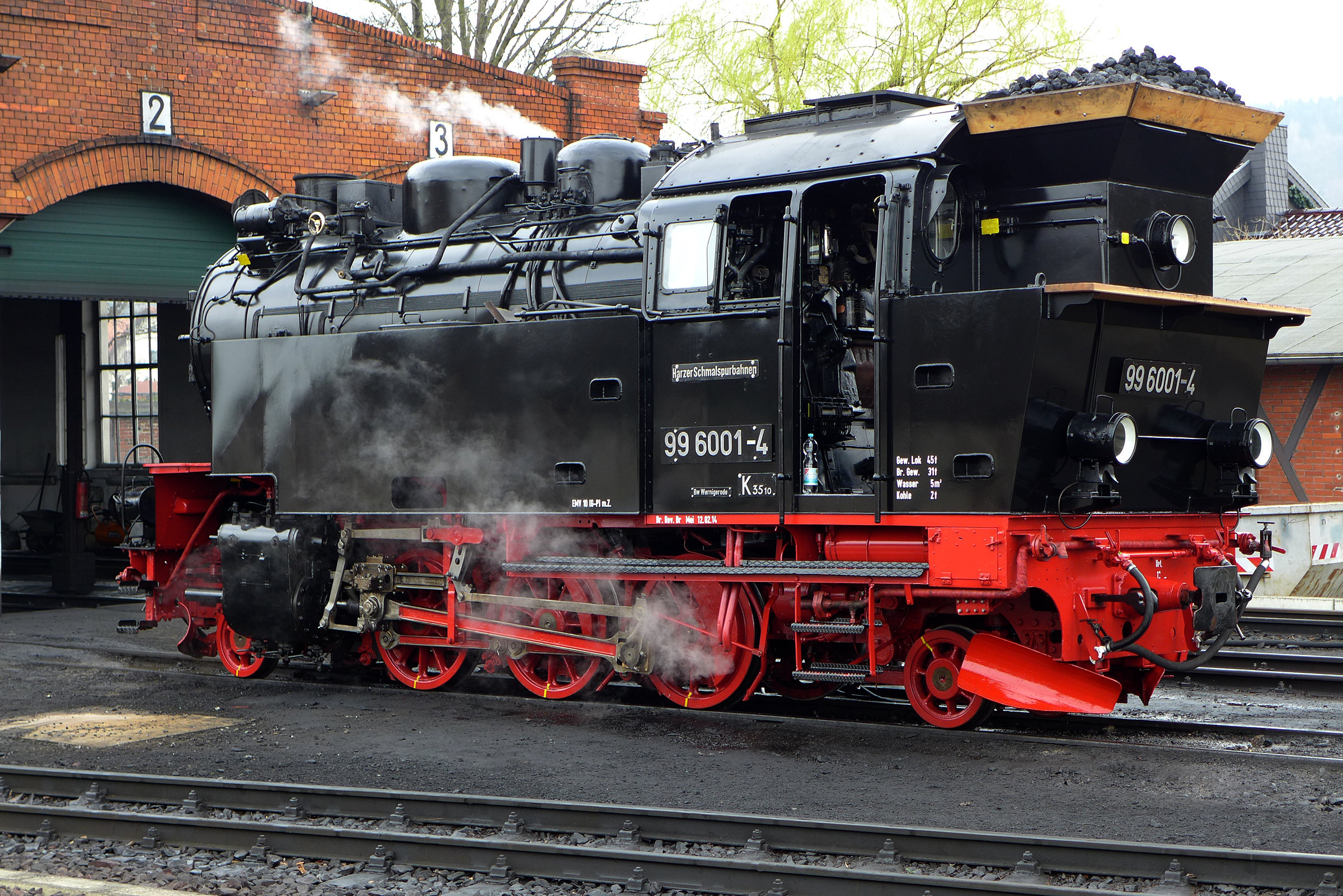
Безтендерний танк-паровоз NWE Nr. 21 на діючій вузькоколійній залізниці
в м. Гернроде, Німеччина

Танк-парово́з — паровоз, що не має вагона-тендера, а запас води й палива розташований на самому локомотиві в спеціальних баках. Частина «танк» у назві походить від англ. tank — «бак».
Застосовувалися для маневрів, роботи на фабричних під'їзних коліях, а також для водіння вантажних та пасажирських потягів на коротких лініях сполучення. У деяких європейських країнах називаються тендер-паровозами (напр. нім. Tenderlokomotive), тому що в них суміщено функції паровоза й тендера.

## Історія

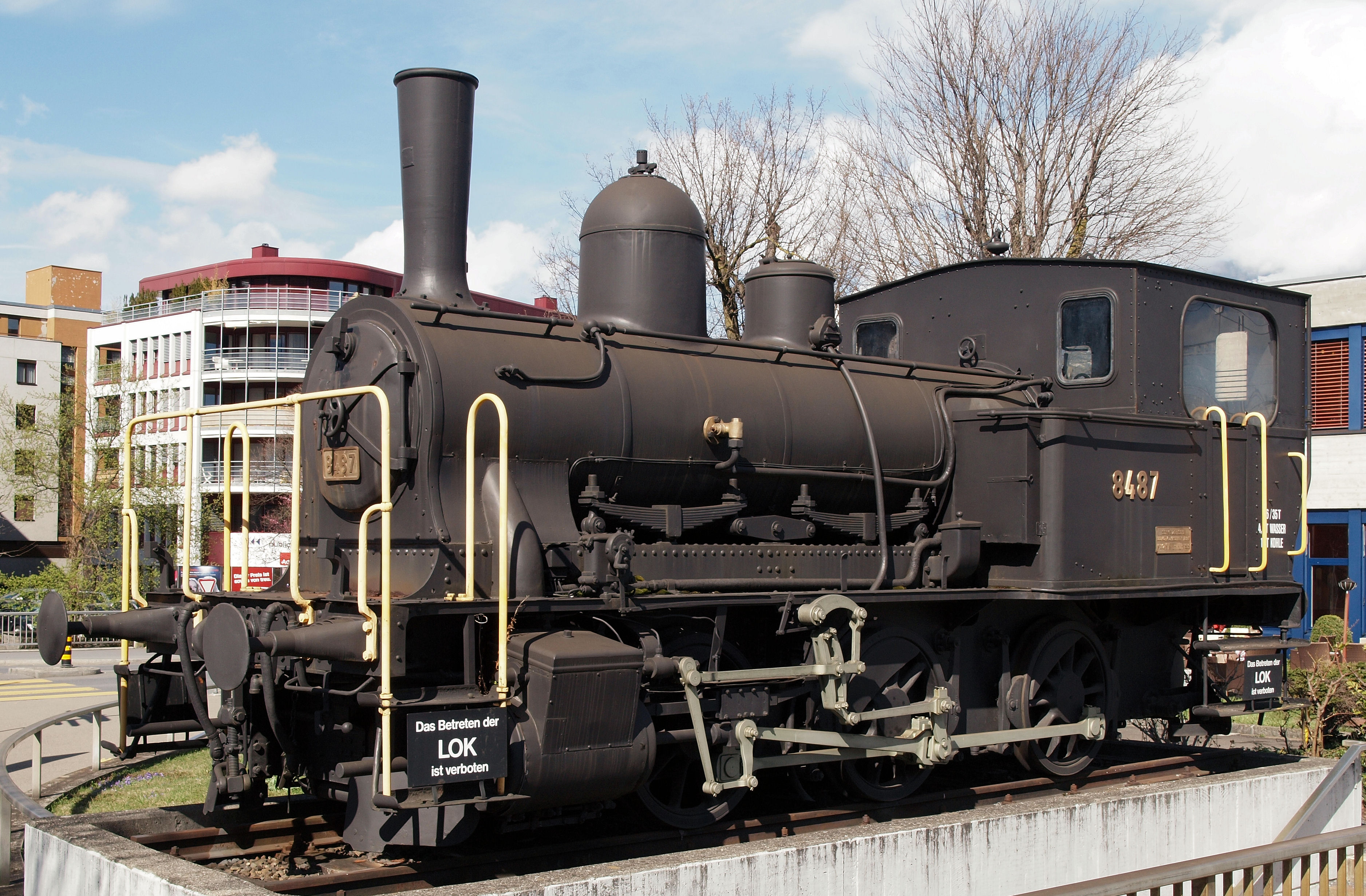
Безтендерний маневровий танк-паровоз E 3/3 (Tigerli), водяні цистерни розміщені під низом котла, контейнери з вугіллям обабіч локомотива, Швейцарія

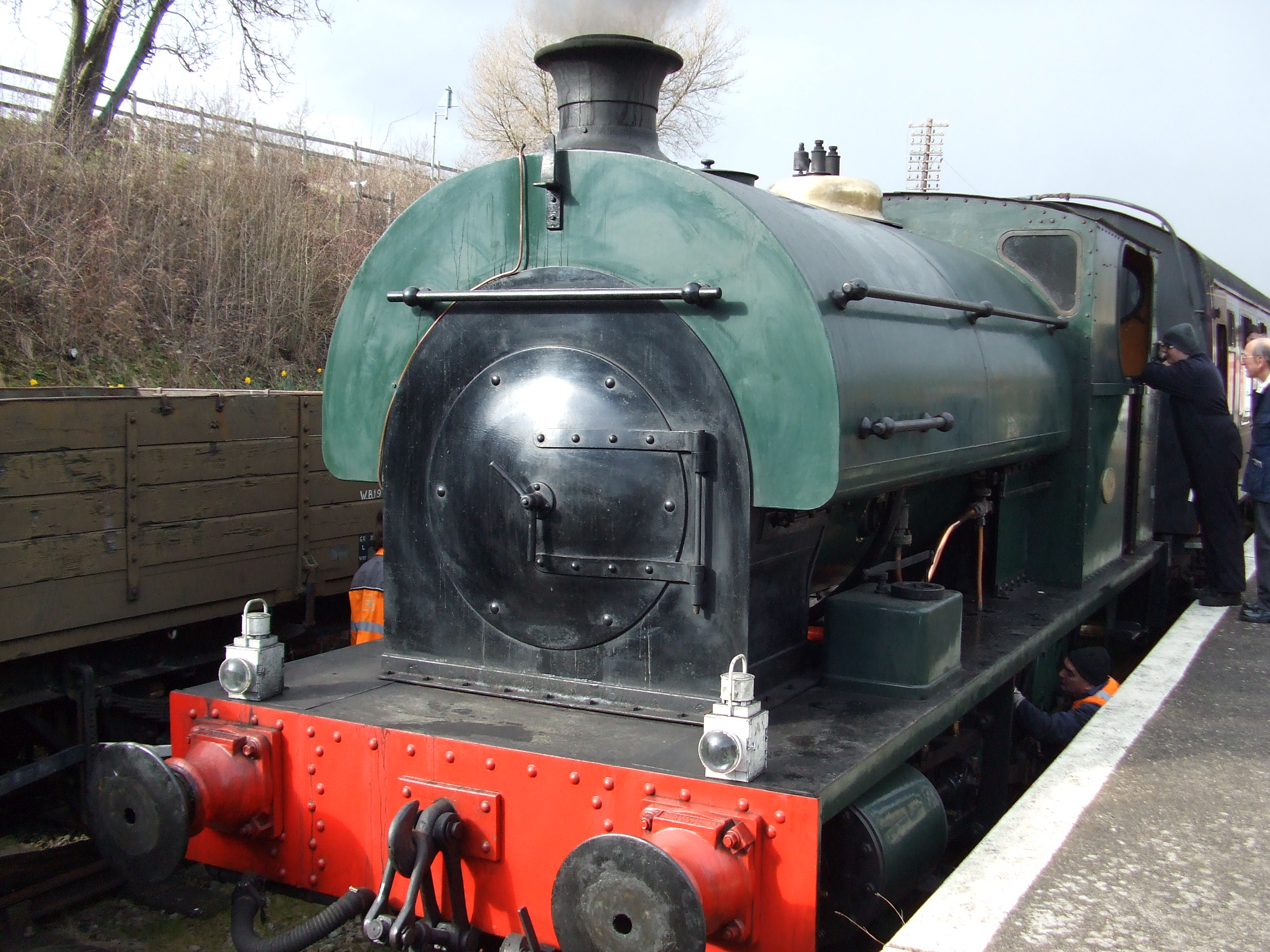
Англійський паровоз Peckett and Sons 2000 -сідельні водяні танки розміщено на поверхні котла

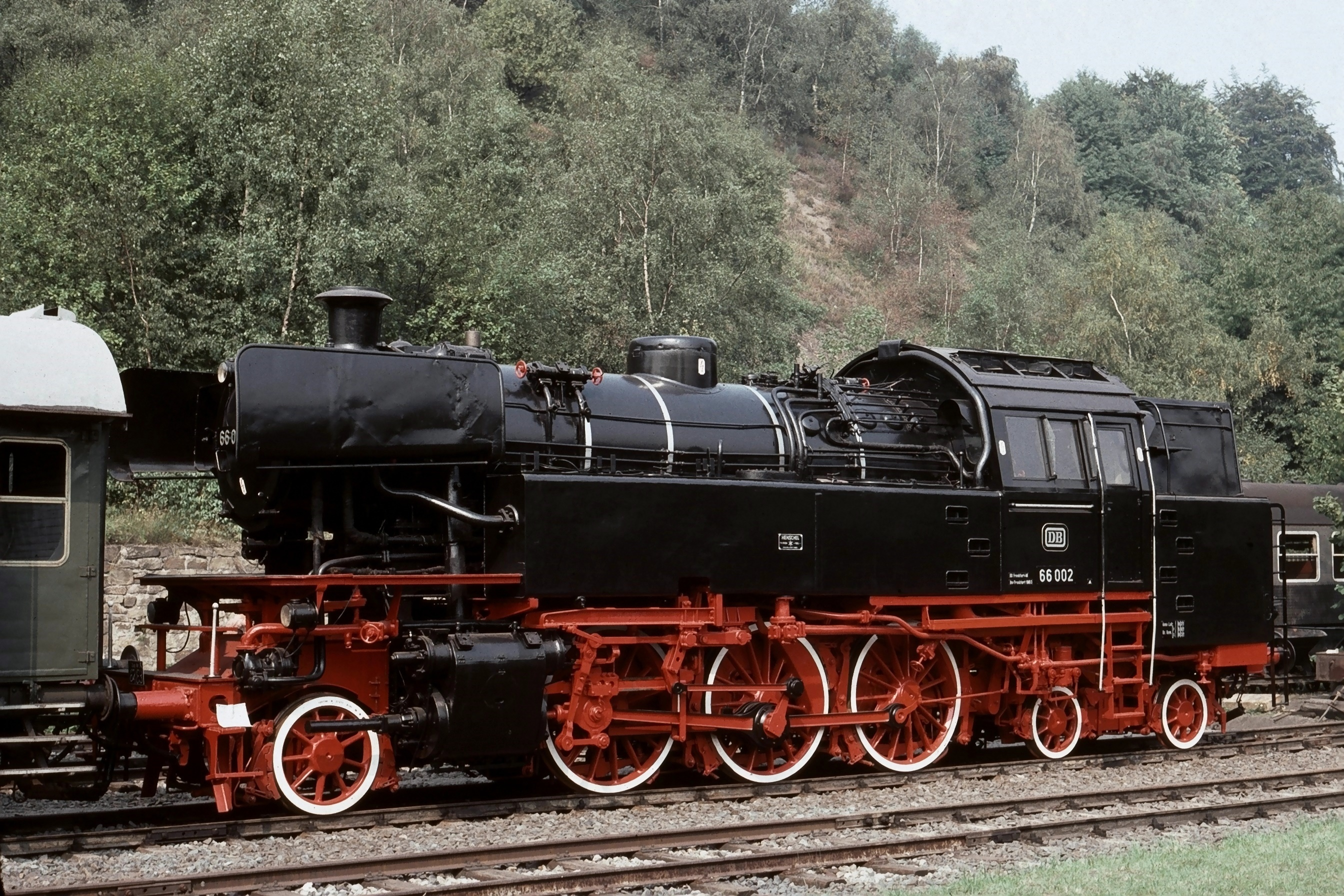
Паровоз DB 66 002-7 1, Німеччина, 1955 р. Водяні цистерни розміщені по боках, контейнер з вугіллям позаду кабіни машиніста

У 1848 році в Англії заводи Джорджа Інгланда («George England and Co.») поставили партію локомотивів такого типу на лінію Лондон-Брайтон («Лондон, Брайтон і Південнобережна залізниця»), де рух, особливо поблизу Лондона, був досить інтенсивним, а відстані між станціями невеликі.
Спочатку танк-паровози здавались небезпечними, але ідея короткобазового та керованого локомотива, придатного для використання на промислових підприємствах, швидко завоювала популярність. Уже в 1851 р. п'ять інших виробників продемонстрували власні зразки танк-паровоза на Всесвітній виставці в Лондоні. Надалі їх почали виготовляти в Німеччині та інших країнах.

## Особливості конструкції
Танк-паровози розрізняються за розташуванням ємностей з водою й вугільних ящиків (або нафтових цистерн).
На перших паровозах вугілля насипали прямо на підлогу в будці машиніста, потім для цього почали встановлювати окремі ящики. Існують варіанти розміщення або на поверхні котла — сідельні танки, або збоку від нього — бічні танки, або під котлом, у рамі, — рамні танки. Нафтові резервуари в рамі не встановлювали, їх робили або сідельними, або відводили під паливо один із бокових танків.
Танки та ящики розміщувались ближче до центру мас локомотива або так, щоб передні резервуари були врівноважені задніми. Це необхідно для рівномірного зменшення ваги паровоза за рівнем витрати палива й запасів води, щоб його маса однаково розподілялась на рушійні осі. Урівноваженість локомотива відносно зчіпної ваги особливо важлива для маневрових паровозів, які постійно зрушують з місця важкі вагони.

## Недоліки та переваги
Танк-паровози мали свої переваги та недоліки, що обмежували їх застосування, але, одночасно, робили незамінними в певних умовах.
Недоліки:
- Нестабільна зчіпна вага — маса паровоза зменшується з витратою води та пального.
- Обмежені запаси води й палива — на самому паровозі можна розмістити значно менше необхідних для роботи запасів, ніж в об'ємнішому причіпному тендері. З цієї причини магістральні танк-паровози не можуть працювати на лініях, де є значні відстані між станціями.

Недоліки танкових локомотивів перекривались їх безсумнівними перевагами:
- Компактність — розміри найбільшого танк-паровоза менші від звичайного паровоза з тендером. За рахунок компактності танкові локомотиви краще вписуються в повороти колії малого радіуса й більше придатні для роботи на гірських дорогах, промислових під'їзних залізницях тощо, де рейковий шлях має складний профіль.
- На відміну від звичайних локомотивів, пристосованих для рівномірного руху в вперед, танк-паровози мають однакову тягу як переднім, так і заднім ходом.
- Гарний огляд — тендер не заважає машиністу спостерігати за сигналами при русі заднім ходом.